# Grille (1934)
Grille – niemiecki okręt klasyfikowany jako awizo z czasów  II wojny światowej. Służył między innymi jako pomocniczy stawiacz min. Nazwa kontynuowała tradycję królewskiego jachtu pruskiej admiralicji SMS „Grille”.

## Jacht państwowy
Okręt został zamówiony jako Flottentender C i wybudowany w latach 1934/35 w stoczni Blohm & Voss w Hamburgu dla Rzeszy niemieckiej jako jacht państwowy. Był wykorzystywany przy okazji oficjalnych uroczystości, jak na przykład parada floty z okazji 20. rocznicy bitwy jutlandzkiej 30 maja 1936, udział niemieckiej delegacji pod przewodnictwem ministra wojny marszałka polnego Wernera von Blomberga w uroczystościach koronacyjnych Jerzego VI i powiązanej z nimi paradzie floty w Spithead 12 i  13 maja 1937, oficjalna wizyta  regenta admirała Miklósa Horthyego latem 1938, oficjalna wizyta króla Włoch Wiktora Emanuela III w sierpniu 1939 oraz wizyta Benito Mussoliniego w lecie 1942.

## II wojna światowa
„Grille” był uzbrojony w trzy pojedyncze działa 127 mm SK C/34, cztery działa przeciwlotnicze 37 mm Flak C/30 na dwóch podstawach dwudziałowych oraz cztery działa przeciwlotnicze 20 mm Flak C/30; ponadto miał wyposażenie umożliwiające transport i postawienie 280 min morskich. Po rozpoczęciu wojny w 1939 postawił zagrodę minową pod Wilhelmshaven. Za sprawą zadania postawienia min u ujścia Tamizy stał się jednym z pierwszych niemieckich okrętów wojennych podejmujących działania na wodach brytyjskich. Dopiero w drugiej połowie 1942 został pomalowany w szary morski kolor. W tej postaci jako okręt sztabowy oraz główna kwatera głównodowodzącego Kriegsmarine, wielkiego admirała Ericha Raedera, stacjonował w Narwiku i służył na Morzu Północnym. Od wiosny 1944 z pokładu „Grille” Fregattenkapitän Reinhard Suhren sprawował dowództwo nad U-Bootami walczącymi na Morzu Północnym.

### Dowódcy
Obowiązki dowódcy „Grille” pełnili następujący oficerowie:
- Fregattenkapitän Brinkmann (1. listopada 1937)
- Kapitän zur See v.d. Forst (maj 1938 - czerwiec 1940)
- Korvettenkapitän Friedrich Poske (czerwiec 1940 - listopad 1940)
- Korvettenkapitän Lanz (listopad 1940 - marzec 1942)
- Korvettenkapitän Just (sierpień 1942 - maj 1944)
- Kapitänleutnant Ludloff (od maja 1944 do końca wojny)

## Okres powojenny
Podczas powojennego podziału resztek niemieckiej floty, „Grille” został przydzielony Wielkiej Brytanii, po czym w 1946 sprzedany prywatnej osobie w Kanadzie. Następnie okręt zakupił w 1948 libański producent tekstyliów i milioner George Arida, który nieoficjalnie reprezentował w tej transakcji króla Egiptu Faruka I. Okręt został uszkodzony w porcie w Bejrucie podczas izraelskiej operacji „Dawid”. Król stracił zainteresowanie jednostką, po czym Arida próbował znaleźć na nią nabywcę w Nowym Jorku, gdzie „Grille” był przez pewien czas zacumowany i oferowany do zwiedzania za opłatą, jako atrakcja turystyczna. W kwietniu 1951 jednostka została sprzedana stoczni złomowej w Bordentown (Burlington County, New Jersey) nad rzeką Delaware, dokąd została zaholowana i tam rozebrana.